# フェニルアラニンデヒドロゲナーゼ
フェニルアラニンデヒドロゲナーゼ（phenylalanine dehydrogenase, PHD）は、フェニルアラニン代謝酵素の一つで、次の化学反応を触媒する酸化還元酵素である。
L-フェニルアラニン + H2O + NAD+ {\displaystyle \rightleftharpoons } フェニルピルビン酸 + NH3 + NADH + H+
反応式の通り、この酵素の基質はL-フェニルアラニンとH2OとNAD+、生成物はフェニルピルビン酸とNH3とNADHとH+である。
組織名はL-phenylalanine:NAD+ oxidoreductase (deaminating)で、別名にL-phenylalanine dehydrogenaseがある。